# 豐子愷兒童圖畫書獎
豐子愷兒童圖畫書獎是一個兩年頒發一次的華文兒童文學獎。成立的主要任務是透過表揚出版優質華文圖畫書的作家、畫家和出版社並以嚴謹、公正的選書過程，提升華文圖畫書的創作及出版水平。書獎由豐子愷女兒豐一吟的允許之下命名，由陳一心家族慈善基金贊助下從2008年起成立至今。

## 成立背景
陳一心家族慈善基金會在中國內地推廣兒童閱讀時，發現市面上的優質圖畫書大部分是翻譯本，孩子未能閱讀到與自己文化有共鳴的圖畫書。有見及此，基金會設立了一個華文兒童文學獎，陳范儷瀞女士因了解到獎項的由來及宗旨，提出贊助書獎。再有幸的是，書獎得豐一吟女士及其家族同意，能以尊重和喜歡讚美兒童的豐子愷先生之名命名。於2008年，在書伴我行(香港)基金會的協助下，成立至今，致力表揚出版優質華文圖畫書的作家、畫家和出版社並以嚴謹、公正的選書過程，提升華文圖畫書的創作及出版水平。

## 獎金
豐子愷兒童圖畫書獎目前是華文世界獎金最高的圖畫書獎。「豐子愷兒童圖畫書獎首獎」得主獲獎金20,000美元，「豐子愷兒童圖畫書獎佳作獎」4名得主各可獲獎金5,000美元，如文字和圖畫非同一人創作，獎金會由作者與繪者平分。

## 影響
到第六屆豐子愷兒童圖畫書獎為止，書獎共選出37本獲獎作品。而大部分的豐子愷兒童圖畫書獎的獲獎作品除了出版繁體、簡體版以外，部分獲獎作品已獲邀售出版權到海外出版社推出外語版，地區包括英國、法國、美國、韓國和日本。部分獲獎作品同時也獲得國際獎項，包括《紐約時報》十大最佳圖畫書獎、紐約、巴黎圖書館年度童書選目、意大利博洛尼亞拉加茲獎等。
書獎獲獎者的創作分享也是華文地區少年兒童閱讀活動的重要內容，曾被獲邀舉辦講座的地方包括中國國家圖書館少兒館、上海少兒圖書館、重慶市少兒圖書館、台北國際書展童書論壇等。
書獎除了成為業界的標杆，同時也助力華文原創圖畫書面向國際。

## 得獎作品
第七屆豐子愷兒童圖畫書獎得獎作品 
| 獎項   | 書名                 | 作者   | 繪者   | 出版社                                           |
| ------ | -------------------- | ------ | ------ | ------------------------------------------------ |
| 首獎   | 《蘇丹的犀角》       | 戴芸   | 李星明 | 二十一世紀出版社                                 |
| 佳作獎 | 《生日快樂》         | 高佩聰 | 高佩聰 | 香港繪本文化事業有限公司x SOWGOOD!正向品格教育館 |
| 佳作獎 | 《鈕扣士兵》         | 九儿   | 九儿   | 貴州人民出版社                                   |
| 佳作獎 | 《小熊,快跑》        | 史雷   | 馬鵬浩 | 明天出版社                                       |
| 佳作獎 | 《糞金龜的生日禮物》 | 龔衛國 | 陶菊香 | 信誼基金出版社                                   |

第六屆豐子愷兒童圖畫書獎得獎作品 
| 獎項   | 書名                 | 作者   | 繪者   | 出版社                           |
| ------ | -------------------- | ------ | ------ | -------------------------------- |
| 首獎   | 《外婆家的馬》       | 謝華   | 黃麗   | 海燕出版社有限公司               |
| 佳作獎 | 《一隻特立獨行的豬》 | 張寧   | 張寧   | 接力出版社                       |
| 佳作獎 | 《同一個月亮》       | 幾米   | 幾米   | 大塊文化出版股份有限公司         |
| 佳作獎 | 《車票去哪裡了？》   | 劉旭恭 | 劉旭恭 | 小天下／遠見天下出版股份有限公司 |
| 佳作獎 | 《一起去動物園》     | 林柏廷 | 林柏廷 | 遠流出版事業股份有限公司         |

第五屆豐子愷兒童圖畫書獎得獎作品 
| 獎項   | 書名                 | 作者   | 繪者   | 出版社                           |
| ------ | -------------------- | ------ | ------ | -------------------------------- |
| 首獎   | 《盤中餐》           | 于虹呈 | 于虹呈 | 中國少年兒童新聞出版總社         |
| 佳作獎 | 《杯杯英雄》         | 蔡兆倫 | 蔡兆倫 | 道聲出版社                       |
| 佳作獎 | 《等待》             | 高佩聰 | 高佩聰 | 香港繪本文化事業有限公司         |
| 佳作獎 | 《林桃奶奶的桃子樹》 | 湯姆牛 | 湯姆牛 | 小天下／遠見天下出版股份有限公司 |
| 佳作獎 | 《烏龜一家去看海》   | 張寧   | 張寧   | 接力出版社                       |

第四屆豐子愷兒童圖畫書獎得獎作品 
| 獎項   | 書名                    | 作者   | 繪者   | 出版社                           |
| ------ | ----------------------- | ------ | ------ | -------------------------------- |
| 首獎   | 《喀噠喀噠喀噠》        | 林小杯 | 林小杯 | 典藏藝術家庭股份有限公司         |
| 佳作獎 | 《棉婆婆睡不著》        | 廖小琴 | 朱成梁 | 信誼基金出版社                   |
| 佳作獎 | 《牙齒，牙齒， 扔屋頂》 | 劉洵   | 劉洵   | 中國福利會出版社                 |
| 佳作獎 | 《小喜鵲和岩石山》      | 劉清彥 | 蔡兆倫 | 社團法人台灣彩虹愛家生命教育協會 |
| 佳作獎 | 《拐杖狗》              | 李如青 | 李如青 | 聯經出版事業股份有限公司         |

第三屆豐子愷兒童圖畫書獎得獎作品
| 獎項   | 書名               | 作者   | 繪者   | 出版社                           |
| ------ | ------------------ | ------ | ------ | -------------------------------- |
| 首獎   | 《我看見一隻鳥》   | 劉伯樂 | 劉伯樂 | 青林國際出版股份有限公司         |
| 佳作獎 | 《很慢很慢的蝸牛》 | 陳致元 | 陳致元 | 和英文化事業有限公司             |
| 佳作獎 | 《阿里愛動物》     | 黃麗凰 | 黃志民 | 小熊出版                         |
| 佳作獎 | 《看不見》         | 蔡兆倫 | 蔡兆倫 | 小兵出版社有限公司               |
| 佳作獎 | 《最可怕的一天》   | 湯姆牛 | 湯姆牛 | 小天下／天下遠見出版股份有限公司 |

第二屆豐子愷兒童圖畫書獎得獎作品
| 獎項   | 書名           | 作者   | 繪者         | 出版社                                     |
| ------ | -------------- | ------ | ------------ | ------------------------------------------ |
| 首獎   | 《進城》       | 林秀穗 | 廖健宏       | 信誼基金出版社                             |
| 佳作獎 | 《門》         | 陶菊香 | 陶菊香       | 明天出版社                                 |
| 佳作獎 | 《下雨了！》   | 湯姆牛 | 湯姆牛       | 小天下／天下遠見出版股份有限公司           |
| 佳作獎 | 《迷戲》       | 姚紅   | 姚紅         | 譯林出版社(北京蒲蒲蘭文化發展有限公司策劃) |
| 佳作獎 | 《青蛙與男孩》 | 蕭袤   | 陳偉、黃小敏 | 海燕出版社有限公司                         |

第一屆豐子愷兒童圖畫書獎得獎作品
| 獎項               | 書名                         | 作者         | 繪者           | 出版社             |
| ------------------ | ---------------------------- | ------------ | -------------- | ------------------ |
| 首獎               | 《團圓》                     | 余麗瓊       | 朱成梁         | 信誼基金出版社     |
| 評審推薦文字創作獎 | 《躲貓貓大王》               | 張曉玲       | 潘堅           | 明天出版社         |
| 評審推薦圖畫創作獎 | 《一園青菜成了精》           | 編自北方童謠 | 周翔           | 明天出版社         |
| 優秀兒童圖畫書獎   | 《我和我的腳踏車》           | 葉安德       | 葉安德         | 和英出版社         |
| 優秀兒童圖畫書獎   | 《安的種子》                 | 王早早       | 黃麗           | 海燕出版社有限公司 |
| 優秀兒童圖畫書獎   | 《我變成一隻噴火龍了！》     | 賴馬         | 賴馬           | 和英出版社         |
| 優秀兒童圖畫書獎   | 《星期三下午，捉‧蝌‧蚪》     | 安石榴       | 安石榴         | 信誼基金出版社     |
| 優秀兒童圖畫書獎   | 《荷花鎮的早市》             | 周翔         | 周翔           | 二十一世紀出版社   |
| 優秀兒童圖畫書獎   | 《現在，你知道我是誰了嗎？》 | 賴馬         | 賴馬           | 和英出版社         |
| 優秀兒童圖畫書獎   | 《想要不一樣》               | 童嘉         | 童嘉           | 遠流出版公司       |
| 優秀兒童圖畫書獎   | 《池上池下》                 | 邱承宗       | 邱承宗         | 天下雜誌童書出版   |
| 優秀兒童圖畫書獎   | 《西西》                     | 蕭袤         | 李春苗、張彥紅 | 海燕出版社有限公司 |

## 外部鏈結
- 豐子愷兒童圖畫書獎的官方網站（页面存档备份，存于）
- 豐子愷兒童圖畫書獎的Facebook專頁（页面存档备份，存于）
- 豐子愷兒童圖畫書獎的新浪微博（页面存档备份，存于）
- 豐子愷兒童圖畫書獎的新浪博客（页面存档备份，存于）